# Kaspar Schollenberger
Kaspar Schollenberger   (Höchstädt an der Donau, 1673 - 31 d'agost de 1735) va ser un clergue i compositor alemany de la tradició musical barroca del sud d'Alemanya.

## Biografia
Schollenberger va dedicar els seus dies escolars a Augsburg a Studia humanitatis i cantant a l'abadia imperial benedictina del monestir de "Sankt Ulrich und Afra". Augustinus Erath, l'aleshores abat del monestir canonge dels agustins de "Sant Miquel zu den Wengen" a Ulm, se'n va assabentar a través del seu lideratge del cor a la "Deutschordenskommende Ulm". Inicialment, el va acceptar com a valet i li va permetre fer el noviciat i, a partir d'octubre de 1697, estudiar a la universitat teològica catòlica de Dillingen al Danubi.
El 1705 Schollenberger va tornar a l'abadia de Wengen a Ulm i va ser ordenat sacerdot. Va ocupar diversos càrrecs, inicialment com a canonge. Va ensenyar filosofia i teologia com a professor; El 1713 es va convertir en degà.
Schollenberger va morir a Ulm el 31 d'agost de 1735.

## Obres d'mportància
El talent especial de Schollenberger radicava en la música eclesiàstica, cosa que li va valer el títol dExcelens Musices Magister ac Chori Praefectus. Han sobreviscut diversos escenaris per a misses, magnificats i altres obres sagrades, algunes de les quals han arribat a nosaltres com a recopilacions impreses, però també com a manuscrits. Les seves composicions es basen en la tradició musical barroca del sud d'Alemanya. En els treballs vocals, Schollenberger va preveure un canvi de moviments tutti i en solitari, per la qual cosa va donar importància a una veu arioso que dirigia. Schollenberger sovint feia servir el lema ària, en el qual l'orquestra fixa l'inici de l'ària com a lema. És un exemple bastant rar del segle xviii que el compositor es pot remuntar a les seves inicials en arranjaments de corals com lAntiphonarium Romanum de Schollenberger.
Molt oblidat, és gràcies al Ulm Scherer Ensemble que aquestes obres es tornen a fer accessibles al públic i es representen.
A St. Michael zu den Wengen hi ha un retrat de Schollenberger amb l'hàbit típic dels cànons agustins.

## Obres
Obres vocals: normalment per a quatre veus, cordes i orgue in ripieno, de vegades altres instruments ad libitum.
- Pslamodia ariosa tripartita, 3 Vespres, op.1, Augsburg 1713/1714
- Thymiama arioso-ecclesiaticum, op.2, Ulm 1718
- Gaudia et luctus in unum concinnata, 6 misses (amb 2 trompetes i timbals), op.3, Augsburg 1718
- Offertoria festiva per tot any, Augsburg 1718
- Mariale ariosum, Vespern, op.4, Augsburg 1719
- Tymiamatis arioso-ecclesiastici, part 2, op.5, Ulm 1720
- Tymiamatis arioso-ecclesiastici, part 3, op.6, Ulm 1724
- 4 mesures (en a, d, e, g)
- 2 Vesperae breves de Dominica.

Acompanyaments corals

- Antiphonarium Romanum tripartitum complectens Antiphonas de tempore, de Sanctis in particulari i in communi una cum Basso ad organum per Choro Wengenti Ulmae specialiter elaboratum, a. CSCRWU (Caspar Schollenberger Canonicus Regularis Wengensis Ulmae), Ulm 1719
- Graduale Romanum, Ulm 1719

Escrits

- Controversia Philosophica de Ente negativo, Ulm 1705
- Disputatio de Sacramentis